# Клец, Кирилл Андреевич
Кирилл Андреевич Клец (род. 15 марта 1998 года, Краснодар) — российский волейболист, диагональный клуба «Зенит-Казань». Мастер спорта.

## Биография
В сезоне-2018/19 выступал в Германии и завоевал бронзовые медали с командой «Хипо Тироль Унтерхахинг».
В мае 2019 года стал игроком красноярского «Енисея». В апреле 2020 года продлил контракт с командой. В сезоне-2021/22 стал лучшим бомбардиром «Енисея», набрав 442 очка в 25 матчах при 51% реализации атак.
Сезон-2022/23 провёл в кемеровском «Кузбассе». С сезона-2023/23 — игрок «Зенита-Казани».
В 2017 году Клец стал серебряным призёром чемпионата мира среди игроков до 23 лет.